# Wyspy Maltańskie
Wyspy Maltańskie (ang. Maltese Islands, malt. Il-Gżejjer ta’ Malta) – archipelag położony w centrum Morza Śródziemnego, 81,3 km na południe od włoskiej Sycylii, 286,2 km na północny wschód od Tunezji, 340,7 km na północ od Libii i 580,7 km na zachód od greckiej wyspy Zakintos. Wszystkie wyspy archipelagu tworzą razem Republikę Malty. Wyspa Malta jest główną wyspą archipelagu, obejmuje ona prawie 78% powierzchni archipelagu i około 90% ludności państwa.
W skład archipelagu wchodzą trzy główne zamieszkane wyspy: Malta – powierzchnia 245,728 km², Gozo – powierzchnia 67,078 km² oraz Comino – powierzchnia 2,784 km². Archipelag obejmuje również cały szereg małych wysepek, mikrowysepek i skał wystających z morza, takich jak: Wyspa Manoela, Wyspa Św. Pawła, Cominotto, Filfla, Fungus Rock, Halfa Rock, Large Blue Lagoon Rock, Lantern Point Rock, Battery Rock, Small Blue Lagoon Rocks, Devil`s Rock (Xifer l-Infern), Għallis Rocks, Tac-Cawl Rock, Cheirolophus Rock, Barbaganni Rock, Crocodile Rock & Bear rocks, Qawra Point (Ras il-Qawra), Comino Cliff Face Rock, Xrobb l-Ghagin Rock, Fessej Rock, Ghemieri Rocks, Hnejja rocks, White Rock / Blue Islets (Rocks).

## Wyspy
| Nazwa                                                                    | Powierzchnia | Inne dane | Zdjęcie |
| ------------------------------------------------------------------------ | ------------ | --- | ------- |
| Malta                                                                    | 246 km²      | |         |
| Gozo                                                                     | 67,1 km²     | |         |
| Comino                                                                   | 2,8 km²      | |         |
| Manoel Island                                                            | 0,3 km²      | |         |
| St Paul’s Island                                                         | 0,101 km²    | |         |
| Cominotto                                                                | 0,099 km²    | |         |
| Filfla (i Filfoletta)                                                    | 0,020 km²    | |         |
| Fungus Rock                                                              | 0,007 km²    | |         |
| Halfa Rock                                                               | 0,005 km²    | Położona koło Gozo. Maksymalna długość wynosi 95 metrów a średnia szerokość wynosi około 50 metrów. |         |
| Large Blue Lagoon Rock                                                   |              | Ma długość 175 m i maksymalną szerokość 65 metrów. Na wyspie istnieje jaskinia. Występujące na wyspie gatunki roślin: Hypericium aegypticum, Daucus carota, Convolvulus oleifolius, Darniella melitensis, Arthrocnemum macrostachyum, Senecio bicolor. |         |
| Small Blue Lagoon Rocks                                                  |              | Usytuowana pomiędzy Large Blue Lagoon i Cominotto. Występujące na niej gatunki roślin: Arthrocnemum macrostachyum, Daucus carota, Lygeum spartum, Lavatera arborea. |         |
| Qawra Point (Ta’ Fra Ben islet, Il-Ponta jew Ras il- Qawra)              |              | Usytuowana blisko wyspy Malty. Zachodnia część jest usiana małymi głazami, większość roślinności występuje w środkowej części wysepki. Na wyspie znajduje się jaskinia, przedstawia się jako wielka dziura w środku wysepki. Występujące tutaj gatunki roślin: Arthrocnemum macrostachyum, Anthemis urvilleana, Inula crithmoides, Lotus cystisoides, Limonium, Sporbolus pungens.                                                           |         |
| Battery Rock / Old Battery’s Rock (Gebla ta`taht il –Batterija)          |              | Mikrowysepka o maksymalnej długości 20 metrów i średniej szerokości kilku metrów. Położona jest na południowy wschód od Comino. Flora obejmuje jedynie Inula crithmoides (w 2010 gatunek rósł w liczbie 22 okazów). Współrzędne geograficzne: 36°00′23,6″N 14°20′44,1″E/36,006556 14,345583. |         |
| Lantern Point Rock (Gebla Tal-Ponta Rqiqa)                               |              | Usytuowana obok wyspy Comino. Żyją tu dwa gatunki roślin: Limonium melitense oraz Inula crithmoides. Skała ma wysokość 7 metrów. |         |
| Devil`s Rock / Devil`s End Rock (Il-Gebla tax-Xifer l-Infern)            |              | Mikrowysepka o maksymalnej długości 50 metrów i szerokości od kilkunastu do 35 metrów. Położona jest obok głównej wyspy, przy Delimara point. |         |
| Għallis Rocks                                                            |              | |         |
| Tac-Cawl Rock (Il-Gebla tac-Cawl)                                        |              | Położona obok Gozo. Jej flora składa się z Lygeum spartum, Asphodelus aestivus, Crithmum maritimum, Cichorium spinosum, Crucianella rupestrisis, Opuntia, Thymbra capitata, Euphorbia melitensis, Foeniculum vulgare, Allium commutatum, Allium lajoconoi, Bromus madritensis, Capparis spinosa, Gynandriris sisirynchium, Pistacia lentiscus, Phagnalon graceum, Sedum litoreum, Sonchus tenerrimus, Trachynia distachya, Valantia muralis. |         |
| Cheirolophus Rock (Hagra tas-Sajjetta)                                   |              | Usytuowana blisko głównej wyspy. Ma wysokość 9 – 12 metrów w najwyższym punkcie. Występują tu rośliny: Darniella melitensis, Crithmum maritimum, Cheirolophus crassifolius, Inula crithmoides, Limonium virgatum, Daucus carota, Cheirolophus crassifolius. |         |
| Barbaganni Rock                                                          |              | Leży blisko Gozo. Nie ma tutaj w ogóle gleby, ponieważ wysepka jest zalewana przez fale podczas złej pogody. Flora składa się z jedynie 14 osobników Inula crithmoides (2010). |         |
| Crocodile Rock & Bear rocks (Il-Gebla tal-Baqra u il-Gebel tal-Orsijiet) |              | Obok Gozo, w sumie trzy skały. |         |
| Comino Cliff Face Rock (Ta’ Taht il-Mazz Rock)                           |              | Położona obok Comino. Maksymalna długość wynosi 48 metrów, a średnia szerokość ma kilkanaście metrów. Wysepka jest stroma - klify. Większość gatunków roślin występuje po jej zachodniej stronie, a tylko jeden gatunek zasiedla stronę wschodnią. Występujące tu rośliny to: Matthiola incana, Inula crithmoides, Darniella melitensis, Daucus carota, Limonium melitensis, Anthyllis hermanniae, Pistacia lentiscus.                       |         |
| Xrobb l-Ghagin Rock (It-Taqtiegha)                                       |              | Wysepka o maksymalnej długości 78 metrów i szerokości od kilkunastu do 30 metrów. Położona jest na wschód od głównej wyspy. |         |
| Fessej Rock (Il-Gebla tal-Fessej)                                        |              | Wysepka położona na południe od Gozo. Maksymalna długość wynosi 70 metrów, a średnia szerokość wynosi około 20 metrów. |         |
| Ghemieri Rocks (L-iskolli tal-Ghemieri)                                  |              | |         |
| Hnejja rocks (Gebel tal- Hnejja)                                         |              | Mikrowysepka położona na południe od Gozo o maksymalnej długości 38 metrów i średnio kilku metrów szerokości. |         |
| White Rock / Blue Islets (Rocks) (Gebla tal-Ghar Qawqla)                 |              | |         |